# پنیرک ۱۰۷۲
سیارک ۱۰۷۲ (به انگلیسی: 1072 Malva، نامگذاری:1926TA) هزار و هفتاد و دومین سیارک کشف شده‌است که در ۴ اکتبر ۱۹۲۶ و در هایدلبرگ کشف شد.
قدر مطلق سیارک برابر ۱۰٫۵۰ است.